# Chalcides mionecton
Chalcides mionecton es una especie de escíncido endémico de Marruecos.
Se encuentra en costas arenosas, tierras cultivables, pastos y huertos en la costa atlántica marroquí, hasta unos 700 m de altitud, particularmente en el área de Sus-Masa.
Aunque se desconoce su tendencia poblacional, puede estar amenazado por la intensificación agrícola y la urbanización costera.